# Eduard Gritsun
Eduard Gritsun (en russe : Эдуард Вячеславович Грицун), né le 4 février 1976 à Rostov-sur-le-Don, est un coureur cycliste russe. Sur piste il a notamment été médaillé d'argent de la poursuite par équipes aux Jeux olympiques de 1996, et médaillé de bronze du championnat du monde de cette discipline en 1999.

## Palmarès sur piste

### Jeux olympiques
- Atlanta 1996
  -  Médaillé d'argent de la poursuite par équipes
- Sydney 2000
  - 14e de l'américaine

### Championnats du monde
- Berlin 1999
  -  Médaillé de bronze de la poursuite par équipes

## Palmarès sur route
- 1995
  - Grand Prix des Flandres françaises
- 1996
  - 5e étape du Tour de la Communauté de Valence
  - 3e étape du Tour de Tarragone
  - 3e du Tour de Tarragone
- 1997
  - Tour de Tarragone
  - Trophée Guerrita
  - 2e du Tour de Saxe
- 1998
  - Tour de Navarre
  - 3e du championnat de Russie sur route
- 1999
  - 2e étape du Tour de Hesse
  - 2e du Tour de Hesse
- 2000
  - 1re étape du Tour de Tasmanie
- 2001
  - 2e étape du Tour de Tarragone